# Las Cañitas
Las Cañitas es el nombre que recibe la porción costera o noreste del barrio de Palermo, en la ciudad de Buenos Aires, Argentina.

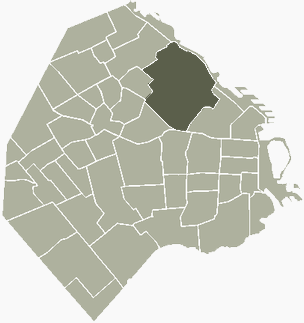
Plano de situación del barrio de Palermo en Buenos Aires. La zona costera o noreste del barrio de Palermo se denomina Las Cañitas (el Hipódromo de Palermo y el Aeroparque Jorge Newbery separan a Las Cañitas del Río de la Plata).

## Origen del nombre
El nombre de Las Cañitas proviene de la quinta Las Cañitas, la misma estaba ubicada entre la actual Avenida Luis María Campos, y la Avenida del Libertador. La quinta existió hasta principios del siglo XX. Se llama así a la quinta por el cañaveral que había en los bajos del arroyo Maldonado.
Al costado de esta quinta existía un camino llamado popularmente El Camino de las Cañitas, dicho camino con los años se transformó en la actual Avenida Luis María Campos a través de una ordenanza municipal del año 1914.

## Ubicación
Aunque los límites de esta zona no están exactamente marcados, puede decirse que Las Cañitas está situado entre las avenidas Luis María Campos, Dorrego, Del Libertador y la calle Matienzo, rodeando el Campo Hípico Militar y limitando con el sector llamado La Imprenta que se extiende a partir de la calle Benjamín Matienzo.

## Nuevos edificios en el barrio
En la segunda década del siglo XXI Las Cañitas, al igual que La Imprenta, han venido experimentando una explosión de construcción de edificios de alta categoría y grandes torres, esto es debido al crecimiento económico del país y a que la zona es de alto poder adquisitivo.

## Historia
A principios del siglo XX, luego de la eliminación de la quinta grande llamada Las Cañitas y otras quintas de la zona, se loteó el terreno y se construyeron monoblocks destinados a militares. 
Las canchas de polo son de principios de siglo XX, allí se encontraban las Sportiva y luego el Campo Hípico Militar, desde esas fechas datan los terrenos actuales, incluidos en Las Cañitas, del Campo Argentino de Polo.
Donde se encuentra actualmente la Sastrería Militar y la caballeriza de Clay, existían dos canchas de fútbol. 
En el año 1937 comienza a edificarse la iglesia "Santa Adela" que fue construida en 2 años, ese terreno servía también de cancha de fútbol y en alguna temporada albergó algunos circos, como es el caso del Sarrasani. 
Proliferaban por esa época los corralones, existía diez entre las calles Arévalo y Maure algunos donde se guardaban los caballos y los carros lecheros. 
Por esa época muchos productos se vendían a domicilio, además de la leche, pollos, gallinas vivas, pavos y pavitas, frutas y verduras, también pasaban los famosos carros repletos de mimbre. 
La recogida de basura se hacía a caballo. Por esa época pasaban dos líneas de tranvías, el 35 y el 36, que venían por la Avenida Santa Fe, Cerviño, y Avenida del Libertador. 
Entre la Avenida Dorrego y la calle Concepción Arenal había un bulevar de eucaliptos donde descansaban los jinetes, la misma tenía 10 metros de ancho. 
Las calles eran en general de empedrado, aunque las calles Soldado de la Independencia y la calle Arce eran de tierra mejorada a la altura del Club Hípico. 
La vereda de la cancha de polo era de arenal y la del Hipódromo de ladrillos. 
Había dos norias a caballo, una estaba en la calle Báez y Matienzo y la otra en la calle Migueletes, de allí se sacaba agua para el riego.

## Características
El barrio de Las Cañitas siempre se caracterizó por ser muy tranquilo, por el hecho de estar arrinconado por diagonales (Luis María Campos) y por estar pegado al Club de Polo de Palermo, esto cambió a partir de mediados de la década del '90, años en los que comenzaron a instalarse muchos restaurantes, pubs y discotecas.
En la zona actualmente están situados restaurantes y locales nocturnos, existiendo en este "barrio no oficial" un gran movimiento nocturno siendo la zona especialmente cara, existiendo edificios muy modernos de alto estándar con seguridad propia en la mayoría de las veces.
De día la zona es muy tranquila con poco tráfico de vehículos por la organización que tienen las calles del barrio.
De noche el barrio se transforma debido a la cantidad de pubs, restaurantes y discotecas que se han instalado en los últimos años.

## Reclamos de los vecinos
Debido al cambio que se ha venido produciendo en los últimos años, los vecinos han podido ser testigos del cambio del barrio, pasando de ser un barrio puramente residencial a una zona comercial y con altos edificios.
Existió un conflicto por unos carteles publicitarios ubicados encima de algunos comercios. Como el Código de Planeamiento Urbano prohíbe la colocación de estos carteles en zonas residenciales, y como Las Cañitas tiene estas características, luego de varias intimidaciones por parte del gobierno porteño, éste retiró los carteles.

## Restaurantes, pubs y discotecas
Existen unos 30 negocios entre los restaurantes, pubs (o bares) y discotecas. Es un alto número por la concentración de sus ubicaciones
La mayoría de los restaurantes se ubican sobre la calle Báez, y en menor medida sobre la Avenida Olleros, Arce, Arguibel y Ortega y Gasset

## El Solar de la Abadía
Dentro de Las Cañitas se encuentra un centro comercial llamado El Solar de la Abadía ubicado en la intersección de la Avenida Luis María Campos y Maure, frente a la Abadía de San Benito y a pocas cuadras del Hospital Militar Central.
Fue inaugurado en septiembre de 1995 y fue construido reciclando una antigua fábrica de hielo.